# Świadkowie Jehowy w Papui-Nowej Gwinei
Świadkowie Jehowy w Papui-Nowej Gwinei – społeczność wyznaniowa w Papui-Nowej Gwinei, należąca do ogólnoświatowej wspólnoty Świadków Jehowy, licząca w 2023 roku 5692 głosicieli, należących do 89 zborów. Na dorocznej uroczystości Wieczerzy Pańskiej w 2023 roku zgromadziło się 41 613 osób. Działalność miejscowych głosicieli koordynuje Biuro Oddziału w Boroko w pobliżu Port Moresby.

## Historia

### Początki
Działalność zapoczątkował w 1932 roku Świadek Jehowy z Wielkiej Brytanii, pionier o nazwisku Peck, który przez kilka tygodni prowadził działalność kaznodziejską. W roku 1935 siedmiu innych pionierów wpłynęło łodzią motorową Lightbearer (Nosiciel światła) do Port Moresby i przez miesiąc rozpowszechniali literaturę w okolicy, a Frank Dewar udał się w głąb lądu. W roku 1939 inny pionier działał w głównych miastach obecnej Papui-Nowej Gwinei oraz na Nowej Brytanii, Nowej Irlandii i na Wyspie Bougainville’a.
We wrześniu 1951 roku działalność w tym kraju rozpoczęło małżeństwo Świadków Jehowy z Australii – Tom i Rowenta Kitto, którzy wkrótce zorganizowali grupę zainteresowanych – około 30 osób w miejscowości Hanuabada. Wśród nich był Heni Heni Nioki z plemienia Koiari, który literaturę biblijną otrzymał od załogi Lightbearera. Zebrania organizowano w domu Heni Heni. Wkrótce grupa ta podzieliła się na dwie, a kolejna grupa ukształtowała się w miejscowości Haima, gdzie powstała pierwsza w Papui-Nowej Gwinei Sala Królestwa (mała). W roku 1952 zanotowano liczbę 11 głosicieli. W roku 1953 powstał 33-osobowy zbór. Do kraju przyjechali kolejni głosiciele z zagranicy.
W 1954 roku przetłumaczono na język motu (używany w Port Moresby) jeden rozdział z książki „Niech Bóg będzie prawdziwy”. Następnie udostępniono ten rozdział w formie broszury. Gdy docierano do kolejnych grup językowych, literaturę biblijną tłumaczono na kolejne miejscowe języki. Jim Smith opracował obszerny słownik języka tairuma, wraz z opisem jego gramatyki, co pozwoliło tłumaczyć artykuły ze „Strażnicy” i dwie inne publikacje. Literaturę biblijną publikowano też w językach hula i toaripi. Z czasem gdy uznano, że wydawanie literatury biblijnej w każdym języku wydaje się niemożliwe, skupiono się na dwóch głównych językach handlowych – hiri motu i tok pisin. „Strażnica Zwiastująca Królestwo Jehowy” w języku motu zaczęła się ukazywać w roku 1958, a dwa lata później w języku tok pisin. W roku 1970 zwiększono objętość czasopisma do 24 stron, a ukazywało się ono w nakładzie ponad 3500 egzemplarzy.
W 1954 roku odbył się pierwszy chrzest w Papui-Nowej Gwinei. W rzece Laloki w pobliżu Haimy ochrzczono 13 osób. W 1955 roku Kanadyjczyk John Cutforth, usługujący jako misjonarz i nadzorca obwodu w Australii, wyświetlał film „Społeczeństwo Nowego Świata w działaniu”, który podczas 14 seansów oglądało za każdym razem od kilkuset do blisko 2000 osób. Na koniec jego wizyty zorganizowano pierwsze zgromadzenie obwodowe, na którym chrzest przyjęło 70 osób. Rok później w zgromadzeniu obwodowym uczestniczyło ponad 400 osób z ośmiu grup etnicznych, a 73 ochrzczono. Liczba głosicieli w kolejnych latach wzrastała do 143 w roku 1956 i 187 w 1957 roku.
W 1957 roku do Papui-Nowej Gwinei przeprowadził się na stałe misjonarz John Cutforth. Opracował kazania obrazkowe, które pozwalały prowadzić działalność kaznodziejską wśród analfabetów. Były one następnie powielane, tak by każdy głosiciel posiadał własny egzemplarz. Kazania obrazkowe w znacznej mierze przyczyniły się do rozwoju działalności. Metodą obrazkową posługiwano się również na zebraniach zborowych.
Pod koniec lat 50. do Papui-Nowej Gwinei przybywali kolejni głosiciele z Australii. W 1958 na Nowej Brytanii było 22 głosicieli w dwóch zborach, na Nowej Gwinei 26 również w dwóch zborach. Grupy głosicieli działały także na Nowych Hebrydach (4 głosicieli), Nowej Irlandii (4 głosicieli), a na Papui 190 głosicieli w czterech zborach.

### Legalizacja i dalszy rozwój
25 maja 1960 roku prawnie zalegalizowano „Międzynarodowe Stowarzyszenie Badaczy Pisma Świętego” reprezentujące Świadków Jehowy w Papui-Nowej Gwinei. Rejestracja pozwoliła występować o przydział państwowych gruntów pod budowę Sal Królestwa. 1 września 1960 roku utworzono Biuro Oddziału. Sługą oddziału został John Cutforth, a jednym z członków Komitetu Oddziału był Don Fielder. W roku 1963 wydzierżawiono działkę w Koki, dzielnicy Port Moresby, na której w roku 1965 wzniesiono dwukondygnacyjny budynek służący jako siedziba Biura Oddziału oraz Sala Królestwa. Następne Sale Królestwa wybudowano w dzielnicach stolicy: Sabama, Hohola, Gerehu i Gordon.
W roku 1960 działalność kaznodziejską prowadziło 420 głosicieli, a rok później 580. W 1964 roku pierwsi głosiciele pojawili się w Manus, gdzie powstał siedmioosobowy zbór, a w roku 1968 na Wyspie Bougainville’a. W tym samym roku przekroczono liczbę 1000 głosicieli. W roku 1969 w Haimie zorganizowano kongres międzynarodowy pod hasłem „Pokój na ziemi”. Kolejny kongres międzynarodowy – pod hasłem „Zwycięska wiara” – odbył się w Port Moresby w roku 1978.
W styczniu 1972 roku ukazał się pierwszy numer czasopisma „Przebudźcie się!” w języku tok pisin o objętości 24 stron. W latach 1977–1979 dochodziło do dewastacji Sal Królestwa w prowincji Milne Bay. W 1983 roku rozpoczęto działalność na wyspie Linapacan w prowincji Palawan.
12 grudnia 1987 roku uroczyście otwarto nową siedzibę Biura Oddziału. W 1988 roku liczba głosicieli wzrosła do dwóch tysięcy osób. W latach 80. i 90. XX wieku do kraju przyjechało wielu absolwentów Szkoły Gilead oraz Kursu Usługiwania i pionierzy specjalni pochodzących między innymi z Australii, Filipin, Finlandii, Japonii, Kanady, Niemiec, Nowej Zelandii, Stanów Zjednoczonych, Szwecji i Wielkiej Brytanii. W 1989 roku wskutek wojny domowej na wyspie Bougainville’a większość Świadków Jehowy opuściła zagrożony teren. Mimo blokady morskiej Biuro Oddziału dostarczało pozostałym tam współwyznawcom żywność, lekarstwa i literaturę biblijną. Na sąsiedniej wyspie Buka powstał zbór.
W roku 1991 „Strażnica” w językach tok pisin i hiri motu zaczęła ukazywać się jednocześnie z wydaniem angielskim. W 1993 roku liczba głosicieli przekroczyła 3000. We wrześniu 1994 roku zorganizowano pomoc humanitarną dla poszkodowanych przez erupcję wulkanu Tavurvur. Zniszczona została również Sala Królestwa i dom misjonarski w miejscowości Rabaul. Głosiciele z zagrożonego terenu przenieśli się na stałe do pobliskich grup.
W roku 1994 utworzono w kraju Komitet Łączności ze Szpitalami. Pięć lat później utworzono Dział Budowy Sal Królestwa w Biurze Oddziału.
W roku 2002 powstała Sala Zgromadzeń w Gerehu, dzielnicy Port Moresby. W 2010 roku w całym kraju Świadkowie Jehowy użytkowali łącznie 89 Sal Królestwa i innych miejsc chrześcijańskich zebrań. Liczba głosicieli przekroczyła cztery tysiące. 29 maja 2010 roku otwarto rozbudowane Biuro Oddziału z Salą Królestwa i Działem Tłumaczeń. W Dziale Tłumaczeń usługuje 31 osób.
W roku 2010 w języku tok pisin „Strażnica” ukazywała się dwa razy w miesiącu, a „Przebudźcie się!” jako kwartalnik. W języku hiri motu zaś ukazywało się miesięczne wydanie Strażnicy do studium oraz kwartalne wydanie do rozpowszechniania. W roku 2010 w Komitecie Oddziału usługiwali Dan Burks, Timo Rajalehto, Kegawale Biyama, Craig Speegle. W 2010 roku wydano Chrześcijańskie Pisma Greckie w Przekładzie Nowego Świata (Nowy Testament) w języku hiri motu oraz tok pisin. Wiosną 2011 roku do kraju dotarli kolejni misjonarze, absolwenci Szkoły Gilead. W 2011 roku zanotowano liczbę 4191 głosicieli.
1 marca 2013 roku utworzono pierwszy w kraju zbór języka migowego. W dniach od 17 do 19 listopada 2017 roku w indonezyjskiej Dżakarcie odbył się kongres specjalny pod hasłem „Nie poddawaj się!” z udziałem delegacji z Papui-Nowej Gwinei.
Od 20 do 22 lipca 2018 roku w Port Moresby odbył się kongres specjalny pod hasłem „Bądź odważny!” z udziałem zagranicznych delegacji z Australii, Francji, Nowej Zelandii i Stanów Zjednoczonych. W pierwszy dzień kongresu ogłoszono wydanie pełnej edycji Pisma Świętego w Przekładzie Nowego Świata w języku tok pisin.
28 listopada 2020 roku Kegawale Biyama, członek miejscowego Komitetu Oddziału, ogłosił w nagranym wcześniej przemówieniu wydanie Pisma Świętego w Przekładzie Nowego Świata w języku hiri motu. W związku z pandemią COVID-19 zorganizowano specjalne zebranie, które było nadawane w trybie telekonferencji, z którego skorzystało ponad 7000 Świadków Jehowy posługującym się tym językiem. 
W 2021 roku osiągnięto liczbę 5876 głosicieli.
Od września do grudnia 2022 roku liczba bezpłatnych kursów biblijnych wzrosła o 15%. W 2024 roku delegacja z Papui-Nowej Gwinei brała udział w kongresie specjalnym pod hasłem „Głośmy dobrą nowinę!” na Fidżi.
W zborach prowadzone są kursy czytania i pisania. Kongresy odbywają się w językach: tok pisin, hiri motu, jiwaka, motu i angielskim. Zebrania zborowe odbywają się w językach: tok pisin, hiri motu, angielskim, chińskim, jiwaka, motu, tagalskim i melanezyjskim migowym. W 2017 roku funkcjonowało 115 Sal Królestwa. Ze względu na wzrost liczebny głosicieli potrzebne były kolejne 22 Sale Królestwa.
Miejscowe Biuro Oddziału nadzoruje tłumaczenie literatury biblijnej na język hiri motu i tok pisin oraz na 12 lokalnych języków, m.in. na enga, gunantuna, jiwaka, melpa i orokaiva.